# Franz Flicker
Franz Flicker (* 15. Juli 1939 in Altmanns) ist ein ehemaliger österreichischer Politiker (ÖVP) und Kammersekretär. Flicker war von 1982 bis 1994 Abgeordneter zum Nationalrat.

## Leben
Nach dem Besuch der Pflichtschule absolvierte Flicker eine landwirtschaftliche Mittelschule und danach die Universität für Bodenkultur, die er 1963 mit dem akademischen Grad Dipl.-Ing. abschloss. Zudem absolvierte er eine Studienpraxis in den USA. Nachdem Flicker mehrere Jahre einen landwirtschaftlichen Betrieb geführt hatte, war er als Sekretär und später als stellvertretender Direktor des Niederösterreichischen Bauernbundes beschäftigt. Ab 1989 war Flicker als Sekretär der Bezirksbauernkammer Gmünd tätig.
Politisch engagierte sich Flicker als Obmann des Niederösterreichischen Bildungs- und Heimatwerkes für das Waldviertel und war Mitglied des Bezirksbauernrates Litschau und Weitra. Zudem hatte Flicker das Amt des Bezirksparteiobmann-Stellvertreters der ÖVP Gmünd inne und war Obmann des Hauptbezirksbauernrates Gmünd. Zwischen dem 14. Juni 1982 und dem 6. November 1994 vertrat Flicker die ÖVP im Nationalrat.

## Auszeichnungen
- 1991: Großes Silbernes Ehrenzeichen für Verdienste um die Republik Österreich[1]